# سيريل هيوم
سيريل هيوم (بالإنجليزية: Cyril Hume)‏ (16 مارس 1900، نيويورك في الولايات المتحدة - 26 مارس 1966 في الولايات المتحدة)؛ كاتب سيناريو وروائي أمريكي.

## روابط خارجية
- سيريل هيوم على موقع IMDb (الإنجليزية)
- سيريل هيوم على موقع ألو سيني (الفرنسية)
- سيريل هيوم على موقع أول موفي (الإنجليزية)
- سيريل هيوم على موقع قاعدة بيانات الأفلام السويدية (السويدية)
- سيريل هيوم على موقع قاعدة بيانات الفيلم (الإنجليزية)
- سيريل هيوم على موقع كينوبويسك (الروسية)